# Gestión de infraestructuras
La gestión de infraestructura es la disciplina que gestiona elementos utilizados como base de una economía, tales como carreteras, agua, energía eléctrica, etc. Tradicionalmente, este tipo de activos han sido propiedad, y gestionados, por las administraciones locales o centrales. La inversión en este tipo de activos se realiza con la intención de que los beneficios mejoren las condiciones de vida y traigan prosperidad.
Un estándar de servicio bien definido es la base de la gestión de activos de infraestructura. El estándar de servicio define, de forma objetiva y mensurable, el rendimiento del activo, incluyendo un nivel mínimo de funcionamiento alineado con el impacto que representaría un fallo del activo. Existen dos objetivos principales en la gestión de infraestructuras de activos relacionados con el estándar de servicio:
- A) Mantener el estándar de servicio: mantener u obtener un nivel de servicio determinado con el coste más efectivo posible a través de la explotación, mantenimiento, reparación y sustitución de los activos. Esta gestión es el objetivo principal del Plan de gestión de activos.
- B) Cambiar el estándar de servicio: realizar cambios estratégicos y mejoras en el estándar de servicio a través de la creación, adquisición, mejora y eliminación de los activos. Los cambios en el estándar de servicio son gestionados como un proyecto basado en los objetivos estratégicos del portfolio de activos.

## Mantenimiento del estándar de servicio (Conservación del sistema)
Los elementos clave que dan soporte al estándar de servicio son:
- Un estándar de servicio definido:
  - Especificaciones mensurables de cómo el activo debe rendir
  - Un nivel mínimo de funcionamiento
- Enfoque hacia un plan de coste integral que cubra toda la vida del activo
- Plan de gestión de activos

### Estándar de servicio definido
Sin un estándar de servicio definido no es posible conocer qué nivel de servicio pueden esperar los usuarios, ni realizar un control efectivo del coste de vida del activo. Un estándar de servicio definido permite al gestor de activos determinar cómo será medido el éxito o fracaso de su gestión, y el usuario sabe que esperar por el gasto realizado sobre el activo.
Gestionar en relación con un estándar de servicio definido facilita el trabajo de los gestores de activos y evita la necesidad de realizar grandes mejoras o cambios en periodos cortos de tiempo, o elaborar cálculos de beneficios asociados con cada intervención realizada sobre un activo. La gestión de activos toma como aproximación el coste total de la vida del activo para desarrollar las decisiones relacionadas con la explotación, mantenimiento, reparación o sustitución de los activos.

#### Especificaciones de rendimiento
La primera tarea que debe realizarse para establecer un estándar de servicio es definir unas especificaciones objetivas y mesurables que determinen el rendimiento del activo. Habitualmente esto incluye la especificación de atributos del activo, importantes para su funcionamiento, como ubicación, tipo, peso, capacidad, etc.
Unas buenas especificaciones evitan los detalles sobre el método utilizado para su utilización pero son suficientemente concretas para ser medidas de forma sencilla. Por ejemplo, para un activo “carretera” una especificación puede ser que permite el movimiento de 200 vehículos por día. Un activo de gestión de inundaciones debería ser especificado a nivel de ubicación y altura, no en términos de tiempo necesario para recuperarse de aquello contra lo que ofrece protección.

#### Condición mínima de funcionamiento
El grado de condición mínima de funcionamiento integrada en el estándar de servicio define cuando es necesario mantener, reparar o sustitutir un activo. Con un mantenimiento basado en el rendimiento, las decisiones son flexibles y dependen de la condición actual del activo, así como su edad y su perfil de deterioro futuro. Esto difiere de un plan de mantenimiento preventivo en que funciona como respuesta al deterioro de un activo.
Por ejemplo, la limpieza de una alcantarilla se realiza cada vez que hay una tormenta que la obstruye parcialmente, en vez de cada dos semanas. El grado de condición mínima de funcionamiento debe ser determinado de forma objetiva, alineado con el impacto que supone el fallo de este activo durante su uso. Este grado ofrece un punto clave que permite realizar decisiones respecto a las inversiones.

#### Enfoque “coste de vida del activo”
También llamado coste total de posesión (del inglés total cost of ownership) o coste del ciclo de vida.
Durante la vida de un activo se llevarán a cabo un gran número de intervenciones que permitirán cumplir el estándar de servicio acordado. Llevar a cabo cálculos de los beneficios de cada intervención individual sobre un activo, o incluso planes anuales de intervención sobre un activo tendrían una alta complejidad y un coste muy elevado. Es la suma del coste de todas las intervenciones y su efecto sobre el coste total de cumplir el estándar del servicio los que son de interés para las organizaciones.
La implementación de un sistema que mantenga un histórico de gastos, así como de la previsión realizada para cumplir el estándar de servicio puede ofrecer una herramienta sólida mediante la que evaluar las actuaciones del gestor de activos.
El objetivo de la toma de decisiones respecto a las inversiones es el siguiente:
Ofrecer el estándar de servicio determinado es una acción que puede ser cumplida de modo más o menos sencilla. La parte más compleja es la minimización de los costes de vida del activo.

### Plan de gestión de activos
Los planes de gestión de activos son planes tácticos para gestionar las infraestructuras y activos de una organización con el fin de lograr objetivos estratégicos. Normalmente, un plan de gestión de activos incluye más de una activo, tomando un enfoque de sistema, especialmente cuando un gran número de activos deben trabajar juntos para lograr cumplir el estándar de servicio acordado.
Es en el plan de gestión de activos que el estándar de servicio es fijado y comparado con los estándares actuales, junto con un plan a largo plazo que muestra como una organización logrará cumplir el estándar de servicio con el mínimo coste de vida del activo.

## Cambios en el estándar de servicio (aumento de la capacidad)

### Estrategia del catálogo de activos
La estrategia de un catálogo de servicios tiene como fin cubrir las necesidades del usuario del modo más efectivo y eficiente.
Entre las preguntas claves de un catálogo de activos incluyen:
- ¿Es real la necesidad del servicio?
- ¿Cuál es el estándar de servicio requerido?
- ¿Son los gastos a largo plazo del catálogo actual soportables?
- ¿Se han explorado soluciones no relativas a los activos?
- ¿Qué estándar de servicio deben proveer los nuevos activos?

El resultado de esta estrategia del catálogo de activos normalmente incluye cambios estratégicos en el catálogo para lograr cumplir los objetivos estratégicos, incluidos aquellos que pueden lograrse sin el uso de activos de infraestructura. 
Esto puede ser una combinación de creación o adquisición de nuevos activos, o la destrucción o mejora de los activos existentes. Dependiendo en las motivaciones para el cambio, esto puede ser para poder abastecer una nueva demanda (llevar energía eléctrica a un nuevo asentamiento), para solucionar limitaciones (ofrecer una mayor infraestructura de carreteras) o como respuesta a una reducción de la demanda (cierre de carreteras abandonadas) o lugares donde la política de inversiones ha cambiado (defensas contra inundaciones en tierras agrícolas de poco valor).
En la gestión del catálogo de activos, la sostenibilidad a largo plazo es una limitación importante. Aumentar el catálogo de activos más allá de lo que será soportable en la generación futura para mantener y operar no es sostenible. Los costes sociales y medioambientales, así como los beneficios deben ser considerados para ofrecer un plan sostenible.

### Gestión de programas de mejora
La gestión de proyectos de mejora es la gestión de un plan a medio plazo dentro de una serie de proyectos que permiten cumplir los objetivos estratégicos identificados en el catálogo de activos. El programa de mejora incluye una mezcla de adquisición o creación de activos, así como cambios en los existentes para mejorar el estándar de servicio, o en caso de retirada o eliminación de activos, reducir el estándar de servicio. Controlar el inicio de los proyectos de cambio es una función importante de la gestión de proyectos de mejora.

### Gestión de proyectos de mejora
El cambio del nivel de servicio de un activo requiere una consideración de los costes y beneficios. A menudo esto incluye consultas con los usuarios e interesados que pueden ser afectados por el cambio. A consecuencia de esto, los cambios de estándar de servicio son gestionados como un proyecto.
En la fase de desarrollo de cada proyecto, una caso de negocio para el cambio es necesario cuando las opciones son desarrolladas, comparadas y consultadas antes de seleccionar la opción más adecuada.
Una vez se determina la inversión, la gestión de los riesgos y costes durante la fase de implantación es responsabilidad del jefe de proyecto antes de completar el desarrollo y que el gestor de activos tome su lugar.

## Historia
El desarrollo del sistema de producción Toyota entre 1948 y 1975 inició el camino hacia la gestión de activos de infraestructura, como un enfoque integral para reducir costes. Este concepto ha sido unido a los principios de la gestión del riesgo de la industria nuclear y petrolífera. La gestión de activos une los dos conceptos para permitir ofrecer un servicio con una calidad determinada al menor coste posible. Un desarrollo temprano en la aplicación de estas ideas para gestionar activos públicos ocurrió en Nueva Zelanda con la aprobación de la ley local de 1974. Esto obligaba a cada autoridad local a:
- Preparar un plan anual indicando expectativas de rendimiento de los activos, consultando con la comunidad.
- Preparar un informe anual mostrando la efectividad del consejo respecto los objetivos determinados en el plan anual.
- Adoptar sistemas financieros y políticas según los principios generales de contabilidad.

Estos requisitos se encuentran alineados con los objetivos de la gestión de activos de infraestructuras y se presentan como los primeros intentos de realizar un plan de gestión de activos. Anteriormente, los costes de mantener y explotar una infraestructura no eran conocidos. La introducción del estándar 27 de contabilidad en Australia (AAS27) en 1993 tuvo un efecto similar, haciendo que las administraciones locales elaboraran informes del valor y amortización de sus activos de infraestructura.
En Nueva Zelanda esto fue llevado un paso más lejos con la enmienda n.º 3 de administraciones locales en 1996 donde se requería que las administraciones locales:
- Preparación y adopción de una estrategia financiera a largo plazo
- Incluir cualquier creación y perdida de servicio potencial de los activos.
- Tener en cuenta los beneficios y costes de las diferentes opciones de gestión.
- Financiar o solventar cualquier tipo de perdida potencial de servicio (depreciación.

Para ofrecer un mayor nivel de detalle, se crearon planes más avanzados de gestión de activos. Con el fin de animar un enfoque más consistente y siguiendo experiencias anteriores, se editó en 1996 el manual de gestión de activos de infraestructuras de Nueva Zelanda. Desde entonces, la teoría y aplicación de gestión de activos se ha desarrollado y ha sido adoptada en otros países con un alto número de activos de infraestructura. Un manual de gestión de activos de infraestructuras internacional fue impreso en el año 2000. La versión del 2006 incluye case studies de Nueva Zelanda, Australia, Sudáfrica, Reino Unido y EE. UU.